# جورج أزار
جورج أزار (بالإنجليزية: George Azar)‏ هو مصور أخبار ومصور وصحفي أمريكي، ولد في 3 فبراير 1959 في فيلادلفيا في الولايات المتحدة.